# Lillian Faderman
Lillian Faderman (El Bronx, 18 de julio de 1940) es una historiadora, profesora y escritora estadounidense lesbiana, especializada en historia lésbica y LGBT. Faderman ha sido reconocida como "la madre de la historia de las lesbianas" por sus investigaciones y escritos innovadores sobre la cultura, la literatura y la historia de las lesbianas que han recibido premios como el Lambda o el Stonewall.

## Antecedentes familiares
Faderman fue criada por su madre, Mary, y su tía, Rae. En 1914, su madre emigró de un shtetl de Letonia a la ciudad de Nueva York, con el plan de luego enviar a buscar al resto de la familia. Su tía Rae llegó en 1923, pero el resto de la familia murió durante el exterminio de los judíos europeos por parte de Hitler. Su madre se culpó por no poder rescatarlos, lo que le llevó a padecer una grave enfermedad mental que afectó profundamente a su hija. Las hermanas trabajaron en la industria de la confección por muy poco dinero. 

## Trayectoria
Faderman fue el tercer embarazo, tras la insistencia de su madre de tenerla y criarla, después de dos abortos a solicitud de su padre biológico. Su madre se casó cuando Faderman era una adolescente. Se mudó con su familia a Los Ángeles donde, con el apoyo de su madre, tomó clases de actuación.
Comenzó a modelar cuando era adolescente, descubrió la escena de los bares gay y conoció a su primera novia. Antes de graduarse en Escuela Preparatoria Hollywood, se casó con un hombre homosexual mucho mayor que ella, un matrimonio que duró menos de un año. Su madre murió en 1979.
Utilizando seudónimos como Gigi Frost, Faderman hizo de modelo de desnudos y rodó películas de desnudos softcore con las que se pagó su educación. Faderman estudió en la Universidad de California en Berkeley y luego en Universidad de California en Los Ángeles (UCLA). Fue profesora emérita de inglés en la Universidad Estatal de California, y profesora invitada en la UCLA. Se retiró de la academia en 2007. 
Faderman se declaró lesbiana en la década de 1950. Conoció a Phyllis Irwin quien se convirtió en su pareja y con quien tuvo un hijo llamado Avrom, concebido mediante inseminación artificial por un donante judío anónimo.
Varias de sus obras literarias han sido premiadas y reconocidas, con el Premio Stonewall, el Premio Literario Lambda, The New York Times, que incluyó tres de sus libros en la lista de "Libros notables del año", The Guardian que nombró a su libro, Odd Girls and Twilight Lovers, como uno de los 10 mejores libros de la Historia Radical. En su libro de memorias Naked in the Promised Land cuenta su experiencia en la industria del porno softcore.

## Obra
- 1981 - Surpassing the Love of Men: Romantic Friendship and Love Between Women from the Renaissance to the Present. ISBN 068803733X.[12]
- 1983 - Scotch Verdict: Miss Pirie and Miss Woods v. Dame Cumming Gordon. ISBN 068801559X.[13]
- 1991 - Odd Girls and Twilight Lovers: A History of Lesbian Life in Twentieth-Century America. ISBN 0231074883.[14]
- 1994 - Chloe Plus Olivia: An Anthology of Lesbian and Bisexual Literature from the 17th Century to the Present. ISBN 0670846384.[15]
- 1998 - I Begin My Life All Over: The Hmong and the American Immigrant Experience. ISBN 0-8070-7234-6.[16]
- 1999 - To Believe in Women: What Lesbians Have Done For America – A History. ISBN 039585010X.[17]
- 2003 - Naked in the Promised Land. ISBN 0-618-12875-1.[18]
- 2006 - Gay L. A.: A History of Sexual Outlaws, Power Politics, and Lipstick Lesbians. ISBN 9780520260610.[19]
- 2013 - My Mother's Wars. ISBN 9780807033234.[20]
- 2015 - The Gay Revolution: The Story of the Struggle. ISBN 9781451694123.[21]
- 2018 - Harvey Milk: His Lives and Death. ISBN 9780300235272.[22]
- 2022 - Woman: The American History of an Idea. ISBN 9780300249903.[23]

## Premios y reconocimientos
- 1981 - Libro Notable del año del The New York Times, por Surpassing the Love of Men: Romantic Friendship and Love Between Women from the Renaissance to the Present.[24]
- 1982 - Premio Stonewall, por Surpassing the Love of Men: Romantic Friendship and Love Between Women from the Renaissance to the Present.[25]
- 1992 - Premio del Editor del Premio Literario Lambda, por Odd Girls and Twilight Lovers: A History of Lesbian Life in Twentieth-Century America.
- 1992 - Libro Notable del año del The New York Times, por Odd Girls and Twilight Lovers: A History of Lesbian Life in Twentieth-Century America.[26]
- 1992 - Premio Stonewall a obra de no ficción, por Odd Girls and Twilight Lovers: A History of Lesbian Life in Twentieth-Century America.[25]
- 1999 - Paul Monette-Roger Horwitz Trust Award.
- 2000 - Premio Literario Lambda a mejor libro de no ficción, por To Believe in Women: What Lesbians Have Done For America - A History.
- 2001 - Yale University James Brudner Prize por Exemplary Scholarship in Lesbian/Gay Studies.
- 2003 - Premio Literario a la mejor antología Lesbiana/Gay, por Naked in the Promised Land.
- 2004 - Bill Whitehead Award for Lifetime Achievement, por Naked in the Promised Land.
- 2007 - Dos Premios Literario Lambda a mejor libro de no ficción y Premio a las Artes y la Cultura LGBT, ambos por Gay L. A.: A History of Sexual Outlaws, Power Politics and Lipstick Lesbians.
- 2013 - Premio Literario Lambda, Premio Pionera.
- 2015 - Libro Notable del año del The New York Times por The Gay Revolution.[27]
- 2015 - Libro Notable del año de no ficción del The Washington Post. por The Gay Revolution.[28]
- 2016 - Anisfield-Wolf Book Award (no ficción) por The Gay Revolution.[29]
- 2017 - Golden Crown Literary Society Trailblazer Award.[30]